# Neurothaumasia ragusaella
Neurothaumasia ragusaella is een vlinder uit de familie echte motten (Tineidae). De wetenschappelijke naam is voor het eerst geldig gepubliceerd in 1889 door Wocke.
De soort komt voor in Europa.